# Blowzabella
Blowzabella è un gruppo inglese della più nota tradizione musicale popolare Europea. 
Il nome della band è tratto da una jig inglese popolare nel XVII e XVIII secolo dal titolo Blowzabella my bouncing doxie scoperta da Bill O'Toole mentre cercava nella biblioteca  della English Folk Dance and Song Society dei pezzi per cornamusa.
La formazione attuale comprende i seguenti artisti:
- Dave Shepherd (violino)
- Andy Cutting (organetto diatonico)
- Jo Freya (voce, clarinetto, sassofono)
- Paul James (cornamuse, sassofoni)
- Barn Stradling (basso elettrico)
- Jon Swayne (cornamuse, sassofoni)

Altri artisti che hanno suonato con il gruppo negli oltre trent'anni di attività sono:
- Dave Armitage (organetto diatonico)
- Nigel Eaton (ghironda)
- Chris Gunstone (bouzouki, davul)
- Ian Luff (cetera, basso elettrico)
- Bill O'Toole (cornamuse, flauti)
- Sam Palmer (ghironda)
- Dave Roberts (organetto diatonico)
- Cliff Stapleton (ghironda)
- Juan Wijngaard (ghironda)
- Gregory Jolivet (ghironda)

## Storia
Il gruppo è stato fondato a Whitechapel nel 1978 da Bill O'Toole di Sydney e Jon Swayne di Glastonbury entrambi studenti a Londra in quel periodo. 
In seguito invitarno nel gruppo Chris Gunstone, Dave Armitage e Juan Wijngaard che fu presto sostituito da Sam Palmer. Alla fine del 1979 Bill O'Toole ritornò in Australia e fu sostituito da Dave Roberts.
Nel 1980 Dave Armitage lasciò la band e fu sostituito da Paul James e dal ghirondista Cliff Stapleton. 
Due anni dopo (1982) Chris Gunstone abbandonò la formazione e Dave Armitage vi rientrò per un breve periodo. 
Nel 1983 ci fu l'ingresso di Dave Shepherd e l'abbandono di Samuel Palmer dopo il Winnipeg, Vancouver tour.
Dopo la registrazione dell'album Tam Lin con Frankie Armstrong,  Dave Armitage e Cliff Stapleton vennero sostituiti da Nigel Eaton e Ian Luff.
Prima del 1990 si aggiunsero alla formazione Jo Freya e Andy Cutting.
Nel dicembre di quell'anno, probabilmente a causa dell'impegno dei tour divenuto troppo pressante, Blowzabella si sciolgono e i diversi musicisti intraprendono carriere soliste o in duo.
Nel 1995 Ian Luff convince Andy Cutting, Jon Swayne, Nigel Eaton e Dave Shepherd a suonare insieme per un concerto a Bath a cui seguirono alcuni altri concerti con la medesima formazione.
Nel 2002, su idea di Paul James, fu effettuata una riunione per celebrare il venticinquesimo compleanno della band (suonarono:  Andy Cutting, Nigel Eaton, Jo Freya, Paul James, Ian Luff, Dave Shepherd, Jon Swayne). Da questa iniziativa la band iniziò a lavorare su nuovi brani e produzioni, lavoro che portò alla pubblicazione dell'album Octomento (2007).
Alla fine del 2004 Nigel Eaton venne sostituito dal ghirondista francese Gregory Jolivet e Ian Luff da Barnaby Stradling.
Nell'estate del 2020 Gregory Jolivet fu costretto a lasciare il gruppo per via delle difficoltà causate da Brexit e pandemia di Covid-19. I Blowzabella decisero di continuare a comporre e a tenere concerti come band di 6 elementi.

## Discografia
- Blowzabella (1982) Plant Life Records PLR 038
- Blowzabella In Colour (1983) Plant Life Records PLR 051
- Bobbityshooty (1984) Plant Life Records PLR 064 (ripubblicato nel 1998) Osmosys Records OSMO CD015
- Tam Lin (Frankie Armstrong e Blowzabella) (1984) Plant Life Records PLR 063
- The Blowzabella Wall of Sound (1986) Plant Life Records PLR 074 (reissued 1996) Osmosys Records OSMO CD005
- The B to A of Blowzabella (1986) BZB01
- A Richer Dust (1988) (reissued 1996) Plant Life Records PLCD 080 (ripubblicato nel 1996) Osmosys Records OSMO CD010
- Pingha Frenzy (live tour in Brasile) (1988) Some Bizarre GHCD 1
- Vanilla (1990) Special Delivery SPDCD 1028
- Compilation (1982-1990) (1995) Osmosys Records OSMO CD001
- Octomento (2007) Blowzabella 1
- Dance  (2010) Blowzabella 2
- Strange News (2013) Blowzabella 3